# Хірішешть
Хірішешть, Хірішешті (рум. Hirișești) — село у повіті Горж в Румунії. Адміністративно підпорядковане місту Новач.
Село розташоване на відстані 210 км на північний захід від Бухареста, 33 км на північний схід від Тиргу-Жіу, 95 км на північ від Крайови.

## Населення
За даними перепису населення 2002 року у селі проживали 559 осіб, з них 558 осіб (99,8%) румунів. Рідною мовою 558 осіб (99,8%) назвали румунську.